# 에든버러오브더세븐시즈

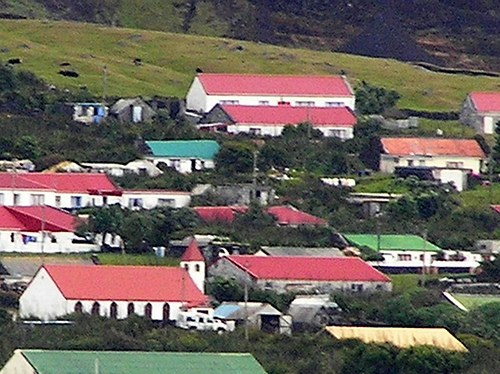
에든버러오브더세븐시즈

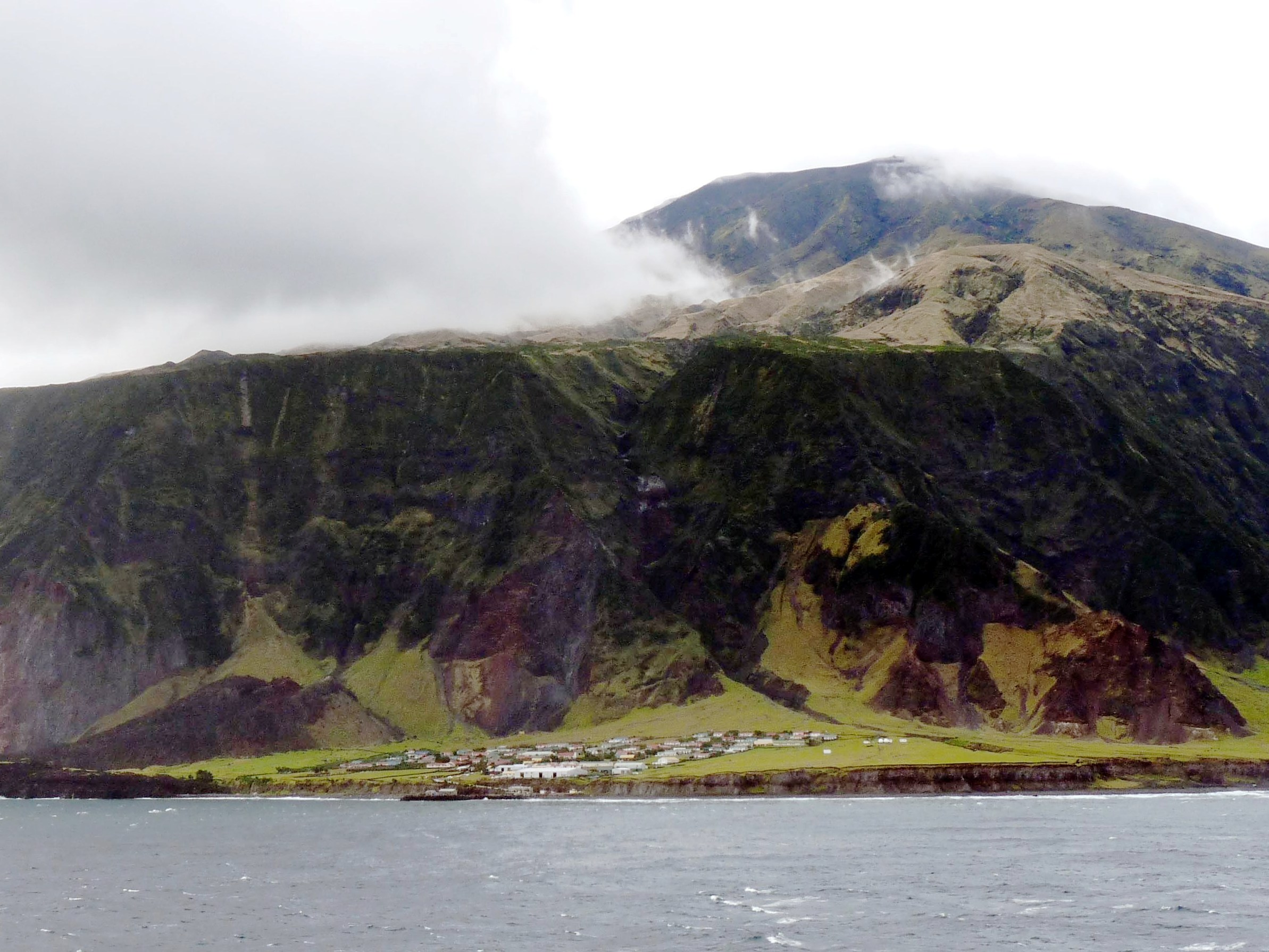
에든버러오브더세븐시즈

에든버러오브더세븐시즈(영어: Edinburgh of the Seven Seas)는 남대서양에 위치한 영국의 해외 영토인 트리스탄다쿠냐 제도의 수도로 인구는 268명(2016년 기준)이다. 트리스탄다쿠냐 제도에서 하나밖에 없는 마을이다. 세인트헬레나에서 남쪽으로 2,173km 정도 떨어진 곳에 위치하며 남대서양에서 가장 남쪽에 있는 상주 정착촌이다.
1816년부터 사람이 살기 시작했다. 도시 이름은 1867년 8월 이 곳을 방문했던 빅토리아 여왕의 차남인 에든버러 공작 알프레트에서 유래된 이름이다.